# Dry martini
Dry martini är en cocktail bestående av gin och torr vermouth, garnerad med oliver eller citronskal. Dry martini serveras vanligtvis som aperitif eller välkomstdrink och är en klassiker, ibland sedd som "drinkarnas drink".

## Historik
Det finns flera teorier om drinkens uppkomst, varav en är att den uppfanns av barchefen Martini di Arma diTaggia på Knickerbocker Hotel i New York runt 1910.

## Tillredning
Rör gin av typen London dry och torr, vit vermouth (proportion efter gottfinnande, 5:1 är en god utgångspunkt) med is och sila upp i ett väl kylt martiniglas. Garnera med oliv eller citronskal. Traditionen bjuder att antalet oliver skall vara udda; en eller tre i praktiken.

### Terminologi
Förhållandet mellan gin och vermouth avgör hur "torr" martinin är; mindre vermouth betyder torrare martini. Det finns ingen given gräns för när en dry martini övergår i en "wet", men någonstans kring proportionerna tre till ett är brukligt.

## Varianter
- Vodka martini/vodkatini: Byt gin mot vodka.
- Dirty martini: En dry martini med oliver plus några droppar av olivspadet
- Gibson martini: Byt oliv/citronskal mot syltlök.
- Vesper martini: Gin, vodka och Kina Lillet

### James Bonds drinkval
Ian Flemings välbekanta agent 007 – James Bond – är starkt förknippad med vodka- och vespervarianterna av martinin (inte dry martini), vilken han i regel vill konsumera "skakad, inte rörd". I Flemings första 007-roman Casino Royale var drinken en vesper, en drink som fick sitt namn av den kvinnliga dubbelagenten Vesper Lynd (ordlek med West Berlin). Denna dryck bestod av gin, vodka och ett franskt starkvin vid namn Kina Lillet. I filmerna har därefter främst konsumerats vodka martini (vodkatini; med vodka och gin), en dryck som sedan 1970-talet och inte minst i USA ofta kopplats samman med det allmänna begreppet martini.
I såväl Bond-romanerna som på film är agentens drinkvanor tämligen varierade. En dry martini står dock aldrig på disken.